# Miranje
Miranje falu Horvátországban Zára megyében. Közigazgatásilag Benkovachoz tartozik.

## Fekvése
Zárától légvonalban 31, közúton 45 km-re délkeletre, községközpontjától légvonalban 4, közúton 8 km-re délre Dalmácia északi részén, Ravni kotar síkságán, a Zágráb-Split autópálya mellett, a benkovaci kijárat közelében fekszik.

## Története
Pravoszláv temploma közelében római villagazdaság bizonyítékai, cseréptöredékek, falak, pénzérmék kerültek elő ezért feltételezik, hogy itt már a legősibb időkben is szent hely volt. Az eredeti római katolikus templomot a 12. vagy a 13. században Miranje első lakói építették. (A falu eredeti neve nem ismert.) Területe a 15. századtól velencei uralom alá került. A török veszély közeledtére a templom elé erődszerű harangtornyot építettek. 1527-ben a környező településekkel együtt elfoglalta a török. Lakosságát elűzték és a templom erődszerű tornya valószínűleg a török határvédelmi rendszer része lett. A török uralom 1683-ig tartott, amikor hosszú felszabadító harcok után a megszállókat elűzték. Ezzel párhuzamosan új népesség költözött be az üresen hagyott területre, mely pravoszláv (tulajdonképpen szerb) volt, akiket a korabeli velencei források vlachoknak, illetve morlakoknak neveznek. A beköltöző új lakosság a templomot pravoszláv templommá építette át és Szent Mihály arkangyal tiszteletére szentelte fel. 1797-ig a Velencei Köztársaság része volt. Miután a francia seregek felszámolták a Velencei Köztársaságot és a campo formiói béke értelmében osztrák csapatok szállták meg. 1806-ban a pozsonyi béke alapján az Első Francia Császárság Illír Tartományának része lett. 1815-ben a bécsi kongresszus újra Ausztriának adta, amely a Dalmát Királyság részeként Zárából igazgatta 1918-ig. A településnek 1857-ben 115, 1910-ben 176 lakosa volt. Az első világháború után előbb a Szerb-Horvát-Szlovén Királyság, majd Jugoszlávia része lett. A második világháború idején 1941-ben a szomszédos településekkel együtt Olaszország fennhatósága alá került. Az 1943. szeptemberi olasz kapituláció után visszatért Horvátországhoz, majd újra Jugoszlávia része lett. 1991-ben lakosságának több mint 98 százaléka szerb nemzetiségű volt. 1991 szeptemberében lakói csatlakoztak a Krajinai Szerb Köztársasághoz és a település szerb igazgatás alá került. 1995 augusztusában a Vihar hadművelet során foglalta vissza a horvát hadsereg. Szerb lakossága elmenekült, de később sokan visszatértek. A településnek 2011-ben 303 lakosa volt, akik főként mezőgazdasággal és állattartással foglalkoztak.

## Lakosság
| Lakosság változása | Lakosság változása | Lakosság változása | Lakosság változása | Lakosság változása | Lakosság változása | Lakosság változása | Lakosság változása | Lakosság változása | Lakosság változása | Lakosság változása | Lakosság változása | Lakosság változása | Lakosság változása | Lakosság változása | Lakosság változása |
| ------------------ | ------------------ | ------------------ | ------------------ | ------------------ | ------------------ | ------------------ | ------------------ | ------------------ | ------------------ | ------------------ | ------------------ | ------------------ | ------------------ | ------------------ | ------------------ |
| 1857               | 1869               | 1880               | 1890               | 1900               | 1910               | 1921               | 1931               | 1948               | 1953               | 1961               | 1971               | 1981               | 1991               | 2001               | 2011               |
| 115                | 0                  | 105                | 124                | 139                | 176                | 192                | 226                | 261                | 297                | 349                | 358                | 325                | 319                | 86                 | 303                |

## Nevezetességei
Mihály arkangyal arkangyal tiszteletére szentelt szerb pravoszláv temploma eredetileg a 12. vagy a 13. században épült. E tájegységre jellemző jellegzetes egyhajós dongaboltozatú épület félköríves apszissal. A két keresztirányú ívvel megerősített boltozat közvetlenül a falakon nyugszik a hajót három részre osztva. A torony érdekessége, hogy szélesebb mint maga a mögötte levő hajó. Az eredeti templom román stílusú, de az ablakok és az ajtók később készültek. A délnyugati homlokzaton egy befalazott portál található lunettáján apró, furcsa, gótbetűs olasz és latin nyelvű felirattal. A felirat egy 1497-es építés tényét rögzíti, valószínűleg a homlokzat előtt álló harangtorony építését. Ez az időszak a 15. század vége a török terjeszkedés időszaka, amely megmagyarázza a torony erődszerű formáját. A templom eredeti titulusa nem ismert. A templom körül temető található, melyben fennmaradtak a régi, eltérő stílusú sírjelek is.